# Lus (elektronik)
 For alternative betydninger, se Lus (flertydig). (Se også artikler, som begynder med Lus)
En elektrisk lus er tilsigtet elektrisk forbindelse mellem to terminaler. Den kan være fast monteret (loddet) eller have karakter af en stikforbindelse; her bruges ofte den engelske betegnelse jumper, som kendes fra computerverdenen.
Ved udlægning af en printplade kan man også komme i den situation at to forbindelser skal krydse hinanden. Så lader man den ene forbindelse gå gennem et stykke monteringstråd (fortinnet kobbertråd), der iloddes som en almindelig komponent. Dette stykke monteringstråd kaldes også en lus.